# Nils Bååt
Nils Bååt, född 24 mars 1617 i Sorunda församling, död 31 december 1659, var en svensk friherre, militär och ämbetsman.

## Biografi
Nils Bååt föddes 1617 på Fållnäs i Sorunda socken. Han var son till ståthållaren Bo Gustafsson (Bååt) på Kalmar slott och Anna Ribbing. Bååt blev 1627 student vid Uppsala universitet och blev 1638 volontär vid svenska armén i Tyskland. Han blev 1639 kapten vid Erik Hansson Ulfsparres regemente, gick 1640 som kapten i portugisisk krigstjänst och blev 1641 överstelöjtnant vid Bülows regemente. Bååt blev 1648 överste för norrländska regementet till fot och blev 29 januari 1650 friherre under namnet Bååt, jämte brodern Seved Bååt, med Härlunda, Torsås och Skatelövs socknar i Småland till friherreskap. Han introducerades 1650 i Sveriges Riddarhus som nummer 12 och blev 1651 vice guvernör och överkommendant i Narva. Han blev 16 oktober 1657 generalmajor i infanteriet och 28 maj 1659 guvernör i Riga. Bått avled 1659 och begravdes 16 september 1660 i Riddarholmskyrkan med sedermera färd till Bååtgraven i Sorunda kyrka.

### Egendom
Gustaf Björnsson ägde gårdarna Fållnäs i Sorunda socken, Djursnäs i Ösmo socken och Sarvlaks i Finland.

### Familj
Nils Bååt gifte sig 11 november 1652 på Fållnäs med Elin Fleming (1611–1688), dotter till landshövdingen Henrik Fleming i Ingermanland och Ebba Erlandsdotter Bååt. Elin Fleming var änka efter översten Volmar Yxkull.